# Carl Breuer (Maler)
Carl Breuer (* 26. April 1872 in Coburg, Herzogtum Sachsen-Coburg und Gotha; † 11. Oktober 1960 in Wuppertal) war ein deutscher Maler und Bühnenbildner.

## Leben
Carl Breuer erhielt eine künstlerische Ausbildung bei dem Theatermaler Fritz Lütkemeyer in Coburg. Danach war er am Residenz-Theater Dresden, am Hamburger Stadttheater und in Düsseldorf tätig. Dort gründete er eigenes Atelier für Kunst- und Theatermalerei. 1903 wurde in Düsseldorf sein Sohn, der spätere Maler und Bühnenbildner Harry Breuer, geboren. In den Jahren 1905 bis 1925 wirkte er als selbständiger, bis 1957 als fest verpflichteter Maler und Bühnenbildner am Stadttheater Wuppertal.
Er entwarf unter anderem Bühnenbilder für Inszenierungen von Julius Otto (Carmen und mehrere Opern von Richard Wagner), zur Oper Das Mädchen aus dem Goldenen Westen (Giacomo Puccini), zu Der Sturm (William Shakespeare) und zur Oper Banadietrich (Siegfried Wagner) mit aufwendigen, von Selma von der Heydt gestifteten Dekorationen. Breuer verdankt seinen Ruf malerischen Bühnendekorationen von fesselndem Kolorit.